# Лаперуз (гора)
Лаперуз, раніше гора Стокс (англ. La Perouse, раніше англ. Mount Stokes) — гора в південних Альпах на кордоні регіонів Вест-Кост та Кентербері, 17-та за абсолютною висотою вершина Нової Зеландії та 6-та за висотою «незалежна вершина» країни. Один з тритисячників країни, який піднімається на висоту 3078 метрів над рівнем моря.

## Географія
Гора Лаперуз розташована у південних Альпах Південного острова, за чотирьох кілометри на південний захід Аоракі/Гора Кука. На відміну від Гори Кука, Лаперуз розташований на головному вододілі Південного острова, на кордоні між національним парком Аоракі/Маунт-Кук та національним парком Вестленд. На північній стороні гори льодовик Лаперуз живить річку Кука, яка впадає в Тасманове море.
Абсолютна висота вершини 3078 метри над рівнем моря. Відносна висота — 496 м. За цим показником гора відноситься до «незалежних вершин» і є 6-ю за абсолютною висотою у Новій Зеландії, в цьому списку. Найнижче ключове сідло вершини, по якому вимірюється її відносна висота — «Сідло Гарпера» (англ. Harper Saddle), має висоту 2585 м над рівнем моря і розташоване за 2,6 км на схід-північний-схід (43°35′18″ пд. ш. 170°7′6″ сх. д. / 43.58833° пд. ш. 170.11833° сх. д.). Топографічна ізоляція вершини відносно найближчої вищої гори Гікс (англ. Mount Hicks, 3198 м), яка розташована на сході-північному-сході, становить 3,19 км.

## Підкорення
Перше сходження було здійснено 1 лютого 1906 року альпіністами Ебенезером Тайхельманом, Олександром Гремом, Р. С. Лоу та Генрі Едвардом Ньютоном.

## Епонім
Спочатку гора мала назву Стокс і була названа на честь Джона Лорта Стокса, який займав посаду помічника інспектора під час другого рейсу HMS Beagle (1831—1836) і капітаном оглядового корабля HMS Acheron (1848—1851). Але через те, що назву Стокс вже мала вершина в регіоні Нельсон вершина була перейменована в Лаперуз на честь французького дослідника Жана-Франсуа де Галаупа, графа де Лаперуза (також пишеться як граф де Ла Перуз), чия експедиція обірвалася у 1788 році на острові Ванікоро, який відноситься до островів Санта-Крус (нині держава Соломонові острови).

## Порятунок 1948 року
У 1948 році Лаперуз був місцем найскладнішої операції з порятунку в історії альпінізму Нової Зеландії, коли альпіністка Рут Адамс була поранена, і її довелося нести на ношах через вершину і через глибокі ущелини до державного шосе SH 6 (дорога Вест-Кост). Вона була учасником групи зі скелелазіння, включаючи Гаррі Ейреса, Едмунда Гілларі та Міка Саллівана. Під час цього порятунку вперше зустрілися Гілларі та його товариш по альпінізму Норман Гарді; у них почалася дружба на все життя, і Гарді був членом ради Гімалайського фонду Едмунда Гілларі протягом 22 років.